# Radoslav Suslekov
Radoslav Evgueniev Suslekov –en búlgaro, Радослав Евгениев Суслеков– (Burgas, 13 de julio de 1974) es un deportista búlgaro que compitió en boxeo.
Ganó una medalla de bronce en el Campeonato Mundial de Boxeo Aficionado de 1995 y una medalla de bronce en el Campeonato Europeo de Boxeo Aficionado de 1996, ambas en el peso superligero.

## Palmarés internacional
| Campeonato Mundial | Campeonato Mundial | Campeonato Mundial | Campeonato Mundial |
| Año                | Lugar              | Medalla            | Categoría          |
| ------------------ | ------------------ | ------------------ | ------------------ |
| 1995               | Berlín (Alemania)  | Medalla de bronce  | 63,5 kg            |
| Campeonato Europeo |                    |                    |                    |
| Año                | Lugar              | Medalla            | Categoría          |
| 1996               | Vejle (Dinamarca)  | Medalla de bronce  | 63,5 kg            |